# Короткое замыкание (фильм, 2009)
«Коро́ткое замыка́ние» — пять новелл, снятых в 2009 году и объединённых одной идеей в полнометражный фильм. В создании фильма принимали участие пять российских молодых режиссёров в возрасте от 33 до 40 лет, каждый из которых снял эпизод в собственном стиле.

## Сюжет

### Борис Хлебников«Позор»
Журналисту поручают задание взять интервью у жильцов дома, рядом с которым прокладывается теплотрасса. Поиски жильцов становятся бессмысленными, как только парень обнаруживает на стене дома примечательную надпись.

### Иван Вырыпаев«Ощущать»
Диалог польской девушки и русского парня, не понимающих слова друг друга, но пытающихся их ощутить. Эпизод, во многом продолжающий стиль, обозначенный автором в фильме «Кислород».

### Пётр Буслов«Срочный ремонт»
Эпизод, являющийся своеобразной кульминацией фильма. Сапожник, совершающий странный поступок, во многом представлен как творец, молчаливо создающий своё безмолвное и выстраданное творение.

### Алексей Герман мл.«Ким»
Человек попадает в психиатрическую больницу, где каждый день разрушается личность человека.

### Кирилл Серебренников«Поцелуй креветки»
Завершение фильма — парень в ростовом костюме креветки зазывает прохожих в кафе на набережной Москва-реки. Парень целует всех прохожих, те, от бизнес-леди до вдвшников и сотрудников милиции, скорее не оценивают его порыв.

## История создания
Продюсер Сабина Еремеева о процессе создания фильма:

Всем режиссерам было предложено снять по короткой новелле о любви, о первой встрече, о «химии». Каждый отредактировал тему на свой лад и рассказал историю так, как он может и хочет говорить. Режиссеры были свободны в своем выборе, ограничения были только финансового порядка и сроков съемок. Работали над проектом долго — в течение двух лет. Первая новелла снималась в августе 2007 года, последняя в октябре 2008 года. Затем долгий период постпродакшна. В итоге, получился, на мой взгляд, цельный фильм про любовь или ее отсутствие, про желание любить..

## В ролях

### «Позор»
- Александр Яценко — журналист
- Илья Щербинин — влюблённый хулиган
- Екатерина Дурова — редактор
- Ирина Бутанаева — Оля
- Евгений Сытый — муж
- Ольга Онищенко — жена

### «Ощущать»
- Алексей Филимонов — русский парень
- Каролина Грушка — иностранка
- Олег Гаркуша

### «Срочный ремонт»
- Иван Добронравов — сапожник
- Евгения Свиридова — девушка
- Татьяна Жукова-Киртбая — приёмщица

### «Ким»
- Анна Екатерининская — Татьяна, врач психбольницы
- Карим Пакачаков — Ким
- Павел Сергиенко — медбрат-садист
- Дмитрий Владимиров — студент
- Александр Безруков — Жека
- Дмитрий Воронец — Паша
- Арон Мельников — Анатолий Петрович

### «Поцелуй креветки»
- Юрий Чурсин — парень в костюме креветки
- Юлия Пересильд — Ира
- Андрей Савельев — спортсмен
- Алена Долецкая — первая прохожая
- Александр Виноградов — милиционер
- Владимир Дубосарский — милиционер
- Псой Короленко — лодочник на барже-мусоровозе
- Сергей Медведев — глюк
- Александр Ильин — моряк
- Петр Королёв — моряк
- Андрей Фомин — жлоб
- Виталий Хаев — крикун

## Съёмочная группа
- Авторы сценария:
  - Борис Хлебников,
  - Максим Курочкин,
  - Иван Угаров,
  - Иван Вырыпаев
- Режиссёры:
  - Кирилл Серебренников,
  - Пётр Буслов,
  - Иван Вырыпаев,
  - Алексей Герман-младший,
  - Борис Хлебников
- Продюсеры: Сабина Еремеева
- Операторы-постановщики:
  - Фёдор Лясс,
  - Шандор Беркеши,
  - Игорь Гринякин,
  - Евгений Привин,
  - Олег Лукичёв
- Художники-постановщики:
  - Ольга Хлебникова,
  - Маргарита Аблаева,
  - Ульяна Рябова,
  - Сергей Тырин,
  - Николай Симонов
- Звукорежиссёры:
  - Максим Беловолов,
  - Роман Хохлов,
  - Борис Войт,
  - Андрей Коринский
- Монтаж:
  - Иван Лебедев,
  - Сергей Иванов,
  - Павел Ханютин
- Художник-гримёр:
  - Раиса Молчанова,
  - Ольга Мирошниченко,
  - Ирина Ляшто,
  - Наталья Вострякова,
  - Галина Устименко
- Костюмы:
  - Светлана Михайлова,
  - Евгения Евгиенко,
  - Анастасия Белова,
  - Надежда Богданова

## Фестивали
- 2009 — представлен в рамках 66-го Венецианского кинофестиваля
- 2009 — был фильмом открытия 20-го российского кинофестиваля «Кинотавр»